# Liste der Monuments historiques in Davrey
Die Liste der Monuments historiques in Davrey führt die Monuments historiques in der französischen Gemeinde Davrey auf.

## Liste der Objekte
| Bezeichnung                     | Beschreibung                                                                                       | Standort                                     | Kennzeichnung | Schutzstatus | Datum | Bild |
| ------------------------------- | -------------------------------------------------------------------------------------------------- | -------------------------------------------- | ------------- | ------------ | ----- | ---- |
| Chorschranke                    | Eichenholz, bemalt und vergoldet, 18. Jahrhundert                                                  | in der Kirche Assomption-de-la-Vierge (Lage) | PM10003915    | Inscrit      | 1982  |      |
| Zwei Kredenzen                  | Holz, bemalt und vergoldet, 18. Jahrhundert                                                        | in der Kirche Assomption-de-la-Vierge (Lage) | PM10003916    | Inscrit      | 1982  |      |
| Hauptaltar                      | Altartisch, Tabernakel und Exposition; Eichenholz und Stuck, bemalt und vergoldet, 18. Jahrhundert | in der Kirche Assomption-de-la-Vierge (Lage) | PM10000694    | Classé       | 1983  |      |
| Skulptur Heiliger Nikolaus      | Kalkstein, farbig gefasst, um 1600                                                                 | in der Kirche Assomption-de-la-Vierge (Lage) | PM10003917    | Inscrit      | 1982  |      |
| Drei Kirchenfenster             | aus dem 16. Jahrhundert                                                                            | in der Kirche Assomption-de-la-Vierge (Lage) | PM10000690    | Classé       | 1894  |      |
| Tabernakel des Katharinenaltars | Holz, vergoldet, 18. Jahrhundert                                                                   | in der Kirche Assomption-de-la-Vierge (Lage) | PM10000695    | Classé       | 1983  |      |
| Retabel des Nikolausaltars      | Holz und Stuck, farbig gefasst und vergoldet, 18. Jahrhundert                                      | in der Kirche Assomption-de-la-Vierge (Lage) | PM10000696    | Classé       | 1983  |      |
| Retabel des Katharinenaltars    | Kalkstein, farbig gefasst, 18. Jahrhundert                                                         | in der Kirche Assomption-de-la-Vierge (Lage) | PM10003109    | Classé       | 1983  |      |
| Pietà                           | Kalkstein, farbig gefasst, übertüncht, 16. oder 17. Jahrhundert                                    | in der Kirche Assomption-de-la-Vierge (Lage) | PM10003914    | Inscrit      | 1984  |      |
| Kanzel                          | Eichenholz, bemalt und vergoldet, 18. Jahrhundert                                                  | in der Kirche Assomption-de-la-Vierge (Lage) | PM10003918    | Inscrit      | 1982  |      |
| Truhe                           | Eichenholz, 16. Jahrhundert                                                                        | in der Kirche Assomption-de-la-Vierge (Lage) | PM10000692    | Classé       | 1913  |      |
| Prozessionskreuz                | Holz, Kupfer, Silber, 16. Jahrhundert                                                              | in der Mairie (Lage)                         | PM10000693    | Classé       | 1962  |      |
| Skulptur Madonna mit Kind       | mit Konsole und Baldachin; Kalkstein, farbig gefasst, 16. Jahrhundert                              | in der Kirche Assomption-de-la-Vierge (Lage) | PM10000691    | Classé       | 1908  |      |